# Joan Mondale
Joan Adams Mondale, née le 8 août 1930 à Eugene (Oregon) et morte le 3 février 2014 à Minneapolis (Minnesota) de la maladie d'Alzheimer, est la 42e deuxième dame des États-Unis, en fonction entre 1977 et 1981, en tant qu'épouse du vice-président Walter Mondale.

## Descendance
Le 27 décembre 1955, elle épouse Walter Mondale avec qui elle a 3 enfants :
- Ted Mondale, né le 15 octobre 1957
- Eleanor Mondale, née le 19 janvier 1960 et décédée d'un cancer du cerveau le 17 septembre 2011
- William Hall Mondale, né le 27 février 1962.